# Casa Supersaxo
La Casa Supersaxo è una casa costruita nel XVI secolo da Georg Supersaxo, figlio illegittimo di Walter Supersaxo, a Sion, nel Canton Vallese, in Svizzera. È considerata una fra le più belle case rinascimentali del Vallese. La casa Supersaxo è oggi utilizzata dal comune di Sion come sala riunioni e uffici.

## Descrizione
La casa Supersaxo si sviluppa su due piani, collegati da una scala all'italiana decorata con affreschi araldici. Il piano terra ospita un modello della città di Sion. Il primo piano comprende la Salle des Solives (1602), oggi adibita a sala riunioni.
Il secondo piano comprende la Salle des Fêtes, ristrutturata nel 1776, ma con il suo soffitto originale (1505), particolarmente notevole. Fu scolpito e dipinto da Jacobinus Malacrida e presenta un grande rosone, al centro del quale si trova una rappresentazione scolpita e dipinta della scena della Natività. Il rosone è inserito in un quadrato, i cui angoli sono a loro volta decorati con piccoli rosoni. Questo quadrato è incorniciato a destra e a sinistra da una fascia divisa in quattro quadrati, ognuno dei quali contiene anche un rosone. Lo stemma di Georg Supersaxo è visibile ai quattro angoli della stanza. Questo piano ospita oggi l'Ispettorato delle Finanze e il Dipartimento di Sviluppo Economico.
Un'altra parte dell'edificio originale è stata trasformata in un ristorante e appartiene al Patriziato di Sion.

## Classificazione
La Casa Supersaxo è classificata come bene culturale di importanza nazionale.